# Hanafuda

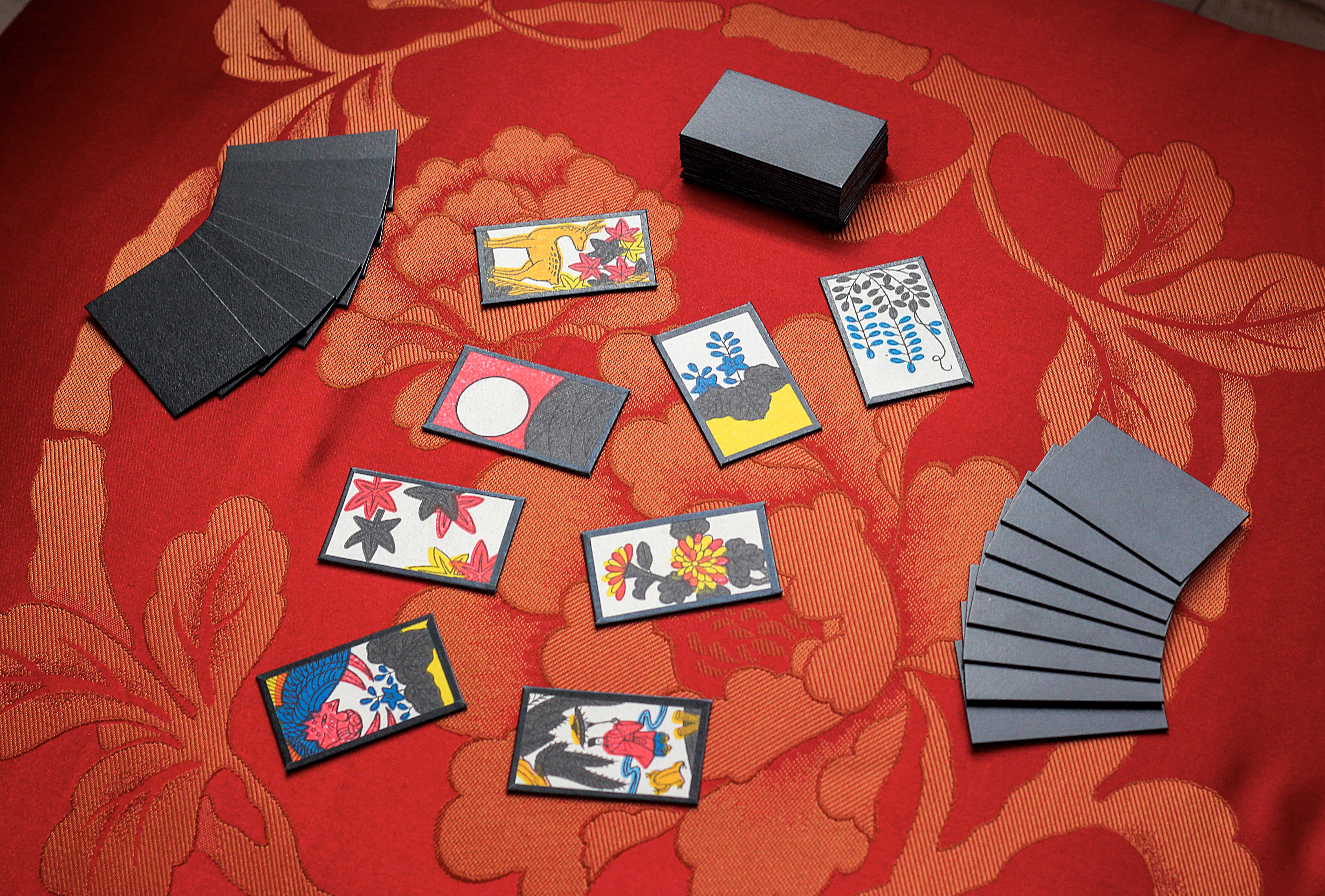
Hanafuda-kort, utlagda till ett parti koi-koi.

Hanafuda, i svensk översättning "blomsterkort", är namnet på en typ av japanska traditionella spelkort och kan också vara en samlad benämning på de kortspel som spelas med dessa kort.
Kortspelande var under flera hundra år bannlyst i Japan. Efter att myndigheterna slopat förbudet grundades 1889 spelföretaget Nintendo, som till att börja med specialiserade sig på att tillverka hanafuda-kort. Försäljningen tog fart efter det att den kriminella organisationen Yakuza beslutat att använda sig av hanafuda-korten i sin kasinoverksamhet.

## Spelkorten
Hanafuda-kort är mindre till formatet och styvare än västerländska spelkort. En kortlek består av 48 kort och är uppdelad på tolv olika sviter med vardera fyra kort. Varje svit symboliserar en av årets månader och är illustrerad med en blomma eller annan växt som är associerad med respektive månad. Korten finns i fyra olika valörer, ojämnt fördelade mellan sviterna: det finns bara fem kort av den högsta valören och nio av den näst högsta. Hälften av kortleken utgörs av kort med det lägsta värdet. Leken kan ibland vara utökad med en eller flera jokrar.

## Spel med hanafuda-kort
Flertalet av hanafuda-spelen har samma grundläggande spelmekanism, vilken för övrigt i stora delar liknar den i det västerländska kortspelet kasino. I given delas ett visst antal kort ut till varje spelare och, med framsidan uppåt, till bordet, medan resterande kort utgör en talong. Den spelare som är i tur tar ett kort från sin hand och lägger på bordet. Om kortet tillhör samma svit som ett av korten på bordet, tar spelaren upp dessa båda kort och lägger till sin hög med vunna kort; i annat fall får det utlagda kortet ligga kvar på bordet. Spelaren vänder sedan upp talongens översta kort och lägger på bordet. Matchar detta kort ett av bordens kort vinner spelaren båda korten. Därefter går turen vidare till nästa deltagare. Spelet går i första hand ut på att bilda poänggivande kombinationer med de vunna korten.
Hana-awasa ("blommor som passar ihop") är ett familjespel för två eller tre deltagare. I given delas sju kort ut till varje spelare och sex kort till bordet. Spelarna får poäng dels för hemtagna kort, dels för vissa fastställda kortkombinationer.
Koi-koi ("kom an!") spelas av två personer, som i given får åtta kort var; lika många kort ges till bordet. En spelare som har vunnit tillräckligt med kort för att kunna bilda, eller bygga vidare på, någon av de omkring dussinet poänggivande kombinationerna kan välja mellan att avsluta spelet och inkassera sin vinst, eller att fortsätta. I det sistnämnda fallet gäller att poängen flerfaldigas för varje gång spelet fortsätter, men risken finns att det i stället blir motspelaren som vinner spelet.
Hachihachi ("åttioåtta") är ett spel som är förknippat med kasinon och som vanligen spelas med tre deltagare. Det har ett komplicerat poängsystem, som bland annat kan påverkas av vilka kort som ligger på bordet efter att korten delats ut och av vilka kort deltagarna tilldelats i given. Liksom i koi-koi kan en spelare välja att avsluta spelet eller att fortsätta för att försöka öka på vinsten, något som vid ett misslyckande kan bli mycket kostsamt i hachihachi.